# Петковићи
Петковићи су насељено мјесто у Босни и Херцеговини, у општини Доњи Вакуф, које административно припада Федерацији Босне и Херцеговине. Према попису становништва из 1991. у насељу је живјело 34 становника.

## Географија
По последњем службеном попису становништва из 1991. године, у насељу Петковићи живела су 34 становника. Сви становници су били Срби.